# 拉塞尔·施威卡特
拉塞尔·路易斯·“拉斯蒂”·施威卡特（Russell Louis "Rusty" Schweickart，1935年10月25日—）曾是一位美国国家航空航天局的宇航员，执行过阿波罗9号任务。